# Amir Zargari
Amir Zargari (em persa: امیر زرگری, nascido em 31 de julho de 1980) é um ciclista olímpico iraniano. Representou sua nação nos Jogos Olímpicos de Verão de 2004 e Londres 2012.